# Фотогенераційний каталіз
Фотогенераційний каталіз (англ. photogenerated catalysis, рос. фотогенерационный катализ) — каталітична реакція, що включає утворення каталізатора при поглинанні світла. Тобто процес каталізується фотонами, на противагу до каталізованого фотолізу. При цьому каталіз хімічних перетворень відбувається фотохімічно утвореними речовинами, які залишаються каталітично активними і при припиненні освітлення. Отже, при такому каталізі не обов'язково безперервно освітлювати систему.